# Yasmina Azzizi-Kettab
Yasmina Azzizi-Kettab (arabisch ياسمينة عزيزي كتاب, DMG Yāsamīna ʿAzīzī Kattāb; * 25. Februar 1966 in Algier als Yasmina Azzizi) ist eine ehemalige algerische Leichtathletin, die sich auf den Siebenkampf spezialisiert hat und in zahlreichen anderen Disziplinen ebenfalls Erfolge feiern konnte. Sie wurde dreimal Afrikameisterin im Siebenkampf und siegte 1987 bei den Afrikaspielen und wurde 1988 auch Afrikameisterin im Speerwurf. Sie war eine Zeit lang Inhaberin des Afrikarekordes im Siebenkampf und hält bis heute einige algerische Landesrekorde. Sie zählt damit zu den erfolgreichsten Leichtathletinnen ihres Landes.

## Sportliche Laufbahn
Erste internationale Erfahrungen sammelte Yasmina Azzizi-Kettab vermutlich im Jahr 1984, als sie bei den Arabischen Juniorenmeisterschaften in Casablanca mit 3269 Punkten die Goldmedaille im Siebenkampf gewann und auch über 100 m Hürden in 15,19 s siegte. Im Jahr darauf gewann sie bei den Panarabischen Spielen ebendort in 14,53 s die Bronzemedaille im 100-Meter-Hürdenlauf hinter ihrer Landsfrau Nacera Achir und Chérifa Meskaoui aus Marokko und sicherte sich auch im Siebenkampf mit 4714 Punkten hinter diesen beiden Athletinnen die Bronzemedaille. Anschließend gewann sie bei den Afrikameisterschaften in Kairo mit 4909 Punkten hinter Meskaoui und Achir die Bronzemedaille im Siebenkampf. 1987 siegte sie bei den Arabischen Meisterschaften in Algier in 13,82 s über 100 m Hürden sowie mit 5571 Punkten im Siebenkampf und sicherte sich auch im Weitsprung mit 5,86 m die Goldmedaille. Zudem siegte sie in 46,62 s mit der algerischen 4-mal-100-Meter-Staffel. Anschließend siegte sie mit 5663 Punkten im Siebenkampf bei den Afrikaspielen in Nairobi. Im Jahr darauf siegte sie mit 5740 Punkten bei den Afrikameisterschaften im heimischen Annaba und siegte mit 48,82 m auch im Speerwurf. Zudem gewann sie über 100 m Hürden in 14,08 s die Bronzemedaille hinter der Nigerianerin Maria Usifo und Diana Yankey aus Ghana. Im Siebenkampf qualifizierte sie sich damit für die Olympischen Sommerspiele in Seoul, konnte dort aber nicht an den Start gehen. 1989 wurde sie beim Hypomeeting in Götzis mit 5795 Punkten 15. und bei den Afrikameisterschaften in Lagos verteidigte sie mit 5957 Punkten ihren Titel im Siebenkampf. Zudem gewann sie im Hochsprung mit 1,78 m die Bronzemedaille hinter der Ivorerin Lucienne N'Da und Nkechi Madubuko aus Nigeria. Zudem sicherte sie sich im Speerwurf mit 48,16 m die Bronzemedaille hinter der Nigerianerin Chinweoke Chikwelu und Milka Johnson aus Kenia. Anschließend siegte sie bei den Arabischen Meisterschaften in Kairo im 100-Meter-Lauf sowie über 100 m Hürden und auch im Hochsprung und im Speerwurf und musste sich im Weitsprung mit 5,61 m knapp der Tunesierin Hind Kabaoui geschlagen geben. Zudem belegte sie beim IAAF World Cup in Barcelona in 13,99 s den achten Platz über 100 m Hürden. 1990 musste sie ihren Siebenkampf beim Hypomeeting vorzeitig beenden.
1991 schied sie bei den Hallenweltmeisterschaften in Sevilla mit 8,42 s in der ersten Runde im 60-Meter-Hürdenlauf aus und verzichtete kurzfristig auf einen Start über 60 Meter. In Götzis belegte sie mit 5977 Punkten den neunten Platz im Siebenkampf und im August gelangte sie bei den Weltmeisterschaften in Tokio mit 6392 Punkten auf den fünften Platz und stellte damit einen neuen Afrikarekord auf. Daraufhin verzichtete sie auf ein Antreten über 100 m Hürden. Zudem siegte sie im selben Jahr mit 6114 Punkten bei den Mittelmeerspielen in Athen, bei denen der Siebenkampf als Demonstrationssportart durchgeführt wurde. Im Jahr darauf konnte sie bei den Olympischen Sommerspielen trotz Qualifikation nicht an den Start gehen. 1993 verletzte sie sich an der Achillessehne und konnte daraufhin mehrere Jahre an keinen Wettkämpfen mehr starten. 2000 siegte sie mit 5837 Punkten bei den Afrikameisterschaften in Algier und erreichte anschließend bei den Olympischen Sommerspielen in Sydney mit 5896 Punkten Rang 17. Im Jahr darauf musste sie ihren Wettkampf bei den Mittelmeerspielen in Tunis vorzeitig beenden. Daraufhin trat sie nicht mehr international in Erscheinung.
Insgesamt wurde Azzizi-Kettab 27-mal algerische Meisterin über 100 und 200 Meter, 100 m Hürden, im Hoch- und Weitsprung sowie im Kugelstoßen und im Speerwurf sowie im Siebenkampf.

## Persönliche Bestleistungen
- 200 Meter: 23,38 s (−0,1 m/s), 16. Mai 1992 in Brescia (algerischer Rekord)
- 100 m Hürden: 13,02 s (−0,8 m/s), 16. Mai 1992 in Brescia (algerischer Rekord)
  - 60 m Hürden (Halle): 8,28 s, 15. Februar 1992 in Berlin (algerischer Rekord)
- Kugelstoßen: 16,16 m, 7. Mai 1995 in Algier (algerischer Rekord)
- Siebenkampf: 6392 Punkte, 27. August 1991 in Tokio (algerischer Rekord)
  - Fünfkampf (Halle): 4425 Punkte, 15. Februar 1992 in Berlin (algerischer Rekord)